# Lycopus edax
Lycopus edax là một loài nhện trong họ Thomisidae.
Loài này thuộc chi Lycopus. Lycopus edax được Tord Tamerlan Teodor Thorell miêu tả năm 1895.